# Luis Fabián Fernández
Luis Fabián Fernández Maestre (departamento de Cesar, 17 de enero de 1961) es un político y abogado colombiano, miembro del Partido Liberal Colombiano ex alcalde de la ciudad de Valledupar.
Fernández también ha sido concejal de la ciudad en dos ocasiones, personero, diputado del Cesar, subgerente administrativo de la Lotería La Vallenata, y asesor jurídico de diferentes entidades. Actualmente residen sobre el una serie de acusaciones por Corrupccion en las contrataciones, y fue destituido de la Alcaldía.
Entre 2010 y 2011, Fernández firmó una serie de contratos por más de 80 000 millones de pesos, plagados de irregularidades.

## Familia
Fernández nació el 17 de enero de 1961 en Manaure (Cesar) en el hogar conformado por Luis Fernández y Emma Maestre, está casado con Lidia Ester Cerchiaro Fajardo, de cuya unión hay tres hijos: Fabián Ricardo, Andrés Arturo y Ana Marcela. Su infancia transcurrió en el barrio 'Simón Bolívar' de Valledupar, terminó el bachillerato en el colegio 'Ciro Pupo Martínez' del municipio de La Paz, Cesar; luego en 1988 obtuvo el título de abogado en la Seccional Barranquilla de la Universidad Libre (Colombia); y más tarde se especializó en derecho administrativo. Actualmente residen sobre el una serie de acusaciones por Corrupccion en las contrataciones, y está destituido de la Alcaldía.

## Trayectoria

### Concejal de Valledupar
Entre los cargos que desempeñó Fernández en el sector oficial se destacan dos periodos como personero municipal y luego concejal del municipio de Valledupar, en dos oportunidades y en las que logró la más alta votación durante las elecciones.

### Candidato a la alcaldía de Valledupar (2007)
1. Ruben Carvajal: 32.779 votos
2. Luis Fabián Fernández: 30.076 votos (Partido Liberal Colombiano)[5]
3. Gonzalo Gómez, (Alianza Social Indígena)
4. Fredys Socarrás
5. Rubén Darío Carrillo

Con 29.952 votos, Fernández Maestre fue segundo en las elecciones regulares que se realizaron el 27 de octubre de 2007 cuando perdió ante el ahora destituido Rubén Carvajal Riveira, quien obtuvo finalmente 32.881.

### Candidato a la alcaldía de Valledupar (2009)
Fernández logró triunfar con el apoyo de la maquinaria del partido liberal principalmente pero también logró el apoyo de sectores del Partido Conservador Colombiano, el Polo Democrático Alternativo y sectores independientes, con lo que anunciaron que se había recuperado la Administración Municipal de Valledupar, la cual había sido perdida con Ruben Carvajal, quien a su vez había reemplazado a Ciro Pupo Castro. Entre sus apoyos para lograr la alcaldía estuvieron los del congresista liberal Pedro Muvdi y el líder conservador Alfredo Cuello Baute. Su gerente de campaña fue el exalcalde de Valledupar, Elías Ochoa Daza.
El expresidente de Colombia, César Gaviria, que fungia como presidente del Partido Liberal, viajó a Valledupar para darle el aval y su apoyo en persona. Fue apoyado por el exministro de cultura Andrés Felipe Arias y militantes del Polo Democrático partidarios de los ideales de Gustavo Petro en Valledupar.
1. Luis Fabian Fernández: 31 mil 229 votos (Partido Liberal Colombiano).[7]
2. Fredys Socarrás (Partido de la U)
3. Eloy "Chichi" Quintero Romero (Cambio Radical)
4. Evelio Daza (Partido Verde Opción Centro)

Controversia
Fernández fue apoyado por Ciro Pupo Castro y Elías Ochoa Daza, exalcaldes de Valledupar. El periodista Carlos Quintero Romero, hermano del también candidato a la alcaldía Eloy Quintero Romero, denunció que Fernández era cercano al empresario Alfonso Hilsaca, preso por promover grupos paramilitares en la región de la Costa Atlántica colombiana. Hilsaca recibió contratos multimillonarios para el amoblamiento urbano de Valledupar presuntamente bajo prebendas de algunos políticos como Ciro Pupo Castro, Ruben Carvajal, Elias Ochoa y el representante a la Cámara, Pedro Muvdi. Lo anterior fue encontrado por el alcalde encargado Carlos García Aragón y fueron denunciados al aire en la radio por Carlos Quintero en su programa Maravilla Informa. Mientras Quintero denunciaba el exalcalde Ochoa y Fernández aparecieron en la emisora y de forma intimidante pretendieron refutar los senalamientos.

### Alcalde de Valledupar (2009-2011)
Fernández tomó posesión del cargo de alcalde de Valledupar el 13 de octubre de 2009 en el corregimiento de Aguas Blancas tras haber prometido que tomaría posesión en el corregimiento donde más obtuviera votos. Fernández gobernara hasta el 31 de diciembre de 2011.
Como primer acto de gobierno prometió revocar el "dia sin moto", programa implantado por la administración del alcalde destituido Ruben Carvajal. Fernández recibió el apoyo del Gobernador del Cesar, Cristian Moreno Panezo y del Jefe del Partido Liberal el expresidente César Gaviria Trujillo. Fernández Maestre deberá cumplir primero con el Seminario de Inducción a la Administración Pública, según lo dispuesto en la Ley 489 de 1998, en la Escuela Superior de Administración Pública, ESAP. La certificación académica de este curso es requisito indispensable para tomar posesión del cargo.

#### Gabinete
Por Ley 136 de 1994, Fernández nombró el siguiente gabinete:
- secretario de Obras Públicas Municipal, Efraín Márquez Daza
- Secretario de Tránsito y Transporte Municipal: Silvio Alonso Cuello Chinchilla
- Secretario de Hacienda: Álvaro Javier Igleasias Ibarra
- Jefe de la Oficina Asesora Jurídica: Fajime Diab Rincón - Héber Ruiz Caamaño
- Secretario Local de Salud Municipal: Antonio Maria Araujo Calderon
- Secretario de Educación y Cultura: Heber Bacilio Ruiz
- Jefe Oficina Asesora de Planeación: Javier Córdoba Davila - Juan Manuel Arzuaga - John Valle Cuello.[14]
- Secretario de Talento Humano: Antonio Aponte Sierra
- Tesorero General: Jorge Luis Pérez Mestre
- Fondo de Vivienda de Interés Social y Reforma Urbana de Valledupar: Miguel Antonio Daza Mendoza
- Gestión Social: Vilma Carpio Pérez
- Secretario de Gobierno: Rober Romero Ramírez
- Instituto Municipal de Deporte y Recreación: Freddy Enrique Torres Guette
- Comunicaciones: Sandra Patricia Machado
- Comercializadora MERCABASTOS: Martha Cecilia Cala Bruges